# Peyrissac (Côte d'Ivoire)
Peyrissac (Côte d'Ivoire), société anonyme avec conseil d'administration dont le capital est de 1 280 000 000 F CFA, est installée à Abidjan en Côte d'Ivoire. Elle est spécialisée dans l'importation et la commercialisation des produits électriques ménagers, les équipements de télécommunications et les véhicules à moteur, son siège social est à Abidjan.

## Histoire
Chéri Peyrissac n'a pas atteint sa seizième année lorsque, venant de son Limousin natal, il débarque en 1862 en Afrique, sans ressources mais après avoir été formé dans plusieurs maisons de commerce. Dès 1872 il parvient à s'établir à son compte, puis mène une politique de comptoirs essaimés le long de la ligne de chemin de fer Dakar, Thiès, Kayes, Bamako, dans les régions où s'ouvrent de nouvelles terres à la culture de l'arachide.
La maison de commerce familiale est ensuite constituée en société anonyme en 1908, la Compagnie coloniale de l'Afrique française (Anciens Établissements Charles Peyrissac). De 1924 à 1930, la société dépasse largement ses volumes affaires d'avant la première Guerre mondiale, grâce à des investissements qui lui servent à étendre le réseau commercial africain. Alors qu'en 1920 la société ne comptait que 50 centres de traite, répartis au Sénégal, en Guinée et au Soudan français, elle en possède 100 en 1924 et s'étend, en sus, en Casamance, en Guinée et en Côte d'Ivoire.
Peyrissac subit ensuite la baisse des prix des produits tropicaux de 1931 à 1936, beaucoup plus importante que celle des prix mondiaux, dont l'indice général enregistre une baisse légèrement supérieure à 50 %, alors que les prix-or des six principaux produits végétaux de l'A.O.F. affichent une chute bien plus profonde de 70, 80 et même 90 % en 1934.
Avec le Krach de 1929, de nouveaux réseaux de commerce bousculent, au sommet de la filière arachide, les traditionnels négociants Maurel et Prom, Louis Vézia (1851-1931), ou Peyrissac, et ses comptoirs essaimés le long de la ligne Dakar, Thiès, Kayes, Bamako, où l'arachide est échangé contre les produits d'ailleurs (riz d'Indochine, sucre, thé vert, alcools, quincaillerie). Sa société réalise des taux de profit impressionnants : 115 % en 1922, 50% en 1923, 62% en 1924, 39% en 1925, et distribue des dividendes de 14 % de 1923 à 1926. La société Peyrissac doit cependant, en 1933, ramener son capital de 50 à 25 millions de francs.